# Ivalis
A Ivalis é uma empresa com dimensão europeia criada em 1991 que se dedica à realização de inventários de qualidade respondendo desta maneira às necessidades cada vez maiores de subcontratação por parte de empresas interessadas neste tipo de serviços, visto existir obrigatoriedade por lei da realização dos mesmos (Ivalis, 2005). Em França, onde a empresa está sedeada dá pelo nome de Inventoriste SA, embora em todos os outros países se denomine esta de Ivalis. Conta com filiais em Espanha, Bélgica, Itália e uma agência em Portugal. A sua zona de intervenção abrange também países como Alemanha, Suíça, Holanda, Luxemburgo, Áustria e Polónia; apesar de estes no início de 2008 ainda não contarem com qualquer filial ou agência.[carece de fontes?]

## História[carecede fontes?]
A Ivalis foi criada no dia 16 de Abril de 1991 em Paris (França) por dois farmacêuticos com o objectivo de fazer o controlo e realização de inventários em oficinas de produtos associados a esse ramo. Sendo que com o passar dos anos foi sofrendo uma evolução no sentido da melhoria de conhecimento, formação de recursos humanos e tecnologias disponíveis. Entre os anos 1995 e 2000 aconteceu uma grande mudança devido à criação e desenvolvimento de um software interno de nome PCC, informatizando desta forma a realização dos inventários e abandonando de vez a caneta e o papel e estabelecendo de vez o uso de leitores de códigos de barras, consequentemente aumentando a fiabilidade e qualidade do controlo da quantidade de produtos em stock. Neste mesmo período cria-se uma diferenciação da oferta de serviços prestados ao cliente com a inserção de dois tipos de escolhas possíveis: "inventário chave em mão" e "inventário parceiros". Entre os anos 2000 e 2005 dá-se a expansão nacional da empresa com a abertura de agências em Bordéus, Lille, Lião, Marselha, Metz e Rennes; e existe uma mudança de visual e de tipo de empresa, passando a ser uma sociedade anónima. Neste período existiu também o lançamento de um método de levantamento de quantidades em stock (Stock Taking Method), com objectivo de se tornar uma referência no que à prática da realização de inventários diz respeito. No período entre 2005 e 2008 dá-se a expansão internacional da empresa estendendo-se a Espanha (Ivalis-Inventarios), Bélgica (Ivalis-Belgique), Itália (Ivalis SRL) e Portugal (neste caso ainda não existindo a criação de uma filial mas sim de uma agência dependente da filial espanhola); e existe a criação do grupo Ivalis e de mais agências em território francês (Nice, Rouen, Toulouse e Tours).

## Serviços oferecidos
A empresa tem ao dispor dos clientes dois tipos de serviços, ficando o cliente com possibilidade de escolher um mais completo "inventário chave em mão" ou um mais económico "inventário parceiro" (Ivalis, 2005).

### Inventário chave em mão
Inventário chave em mão ou em francês inventaire clé en main é o serviço mais completo que a empresa pode oferecer, ficando a cargo desta a disponibilização das tecnologias, recursos materiais e humanos assim como da sua metodologia (stock taking method). Desta maneira a empresa assume totalmente a realização do inventário assim como a responsabilização pelo seu pessoal e pela entrega dos resultados do levantamento de produtos em stock.

### Inventário parceiro
Inventário parceiro ou em francês inventaire partenaire é um serviço oferecido pela empresa que visa aliar as competências da Ivalis com as do cliente. Este serviço na maior parte dos aspectos é igual ao inventário chave em mão, com a única diferença da empresa não disponibilizar os recursos humanos na sua totalidade, ficando essa tarefa a cargo do cliente.

## Vantagens da subcontratação
Esta empresa oferece como maiores vantagens para aliciar os clientes à subcontratação deste tipo de serviços (Ivalis, 2005):
- material informático (quantidade considerável de PCs e leitores de códigos de barras);
- software exclusivo (PCC e Windouch);
- recursos humanos com formação e experiência adequadas;
- fiabilidade nos resultados;
- hipótese do cliente prever os custos que advém da realização de um inventário;
- entrega do resultado quantitativo e qualitativo antes da saída da loja ou local inventariado;
- a sua metodologia (stock taking method);
- uma menor perturbação no funcionamento da superfície comercial inventariada, originada pela realização do inventário por especialistas.

## Tecnologias utilizadas
A Ivalis dispõe de tecnologias únicas no que diz respeito a levantamento de quantidades de stock tais como o programa informático PCC (Poste de Contrôle Centralisé), desenvolvido pela e exclusivamente para a Ivalis. Ainda dispondo também do software Windouch e de igualmente uma grande quantidade de hardware que suporta estes programas informáticos e permite o seu correcto uso.

### PCC
É o software desenvolvido pela Ivalis e tem como principais características o tratamento de dados em tempo real, o que se revela muito útil no decorrer do inventário visto poder-se imprimir os dados referentes a este para quem os desejar consultar, seja o cliente ou o responsável da empresa pelo inventário. Este programa é ainda compatível com todos os processos de gestão e tem uma arquitectura distribuída (Ivalis, 2005).

### Windouch
Este é o software que equipa os leitores de códigos de barras portáteis usados pela Ivalis e que permite o processamento dos dados apreendidos pelos leitores assim como o seu tratamento (correcções, mudanças, alterações, etc...).

## Stock taking method
Este é o método utilizado pela empresa desde 2003 (Ivalis, 2005) no levantamento de quantidades em stock e foi criado com o auxilio da aprendizagem da empresa com o cliente (depois de vários milhares de inventários realizados ao longo dos últimos anos) pois normalmente os clientes têm sempre um sistema de gestão diferente.
Assim foi-se desenvolvendo este método em torno de uma série de ferramentas (tecnologias, metodologias, logísticas, recursos humanos) permitindo oferecer desta maneira ao cliente uma realização de um inventário fiável e optimizado (Stock Taking Method).
Este método está dividido em 5 etapas:
- balizagem;
- apreensão de produtos em stock;
- controlo;
- correcções de erros;
- validação.

É com respeito de todas estas fases que a empresa se encontra em condições de garantir um máximo de 99,99% de fiabilidade.

### Balizagem
A balizagem consiste na identificação por parte do responsável do inventário em colaboração com o gerente da loja das especificidades e das dificuldades que se devem ter em conta. De seguida procede-se a uma divisão, por parte do responsável do inventário, da loja em zonas. Essas zonas são divididas em locais que podem ser várias dezenas de milhar se necessário e se for realizada uma marcação (balizagem) precisa e uniforme.

### Apreensão de produtos em stock
Apreensão de produtos em stock ou saisie (em francês) é a segunda etapa deste método.
Antes do inicio desta etapa existe a comunicação ao pessoal encarregado da realização do inventário dos procedimentos e especificações que se devem seguir e ser tomados em conta. Com o inicio da apreensão dos produtos em stock, através do uso de ferramentas informáticas que permitem o tratamento e análise de dados em tempo real, está assegurada a transparência e a rastreabilidade do inventário. Desta forma existe a possibilidade de localizar, identificar, quantificar e reconhecer cada apreensão dos produtos a inventariar.

### Controlo
O controlo qualitativo (tipos de referências no local) e quantitativo (quantidade de produtos por referências) permitem uma validação até 100% das apreensões efectuadas através do seguimento de um processo totalmente informatizado. O controlo é efectuado com o auxílio de documentos ou talões impressos em tempo real com todas as informações relativas aos produtos inventariados tais como localização, referências, quantidades, hora de apreensão, etc...

### Correcções de erros
Todos os locais que tenham registrado um erro durante o controlo são corrigidos. Antes de se proceder à correcção do erro existe uma identificação e análise do tipo de erro ocorrido, sendo posteriormente validada pelo responsável do inventário. Esta é uma etapa deste método que visa garantir a fiabilidade do resultado do inventário.

### Validação
Uma verificação da realização de cada etapa correctamente (no que diz respeito a procedimentos) é efectuada. A impressão em tempo real das estatísticas referentes ao inventário fornece o estado real do stock por zonas geográficas. De seguida com o acordo do gerente da loja depois da confirmação de todos os dados é permitida a validação do inventário. Para finalizar, o resultado é arquivado pelo responsável do inventário assegurando assim a segurança dos dados deste (Stock Taking Method).